# Personaggi di Dead or Alive

I personaggi di Dead or Alive 5

Questa voce raccoglie tutti i personaggi giocabili della serie di videogiochi Dead or Alive, ideati da Tomonobu Itagaki e sviluppati da Team Ninja.

## Tabella

### SerieDead or Alive
| Personaggio      | DOA1   | DOA2    | DOA3 | DOA4   | DOAD | DOA5     | DOA6     | Totale |
| ---------------- | ------ | ------- | ---- | ------ | ---- | -------- | -------- | ------ |
| Akira            | No     | No      | No   | No     | No   | Ospite   | No       | 1      |
| Alpha-152        | No     | No      | No   | Boss   | Boss | Boss     | No       | 2      |
| Ayane            | Sì 1   | Sì      | Sì   | Sì     | Sì   | Sì       | Sì       | 7      |
| Bass             | Sì 1   | Sì      | Sì   | Sì     | Sì   | Sì       | Sì       | 7      |
| Bayman           | Sì     | Sì 2    | Sì   | Sì     | Sì   | Sì       | Sì       | 7      |
| Brad Wong        | No     | No      | Sì   | Sì     | Sì   | Sì       | Sì       | 5      |
| Christie         | No     | No      | Sì   | Sì     | Sì   | Sì       | Sì       | 5      |
| Diego            | No     | No      | No   | No     | No   | No       | Sì       | 1      |
| Ein              | No     | Sì      | Sì   | Sì     | Sì   | Sì 4     | No       | 5      |
| Eliot            | No     | No      | No   | Sì     | Sì   | Sì       | Sì       | 4      |
| Gen Fu           | Sì     | Sì      | Sì   | Sì     | Sì   | Sì       | No       | 6      |
| Hayate           | No     | No      | Sì   | Sì     | Sì   | Sì       | Sì       | 5      |
| Helena           | No     | Sì      | Sì   | Sì     | Sì   | Sì       | Sì       | 6      |
| Hitomi           | No     | Sì 3    | Sì   | Sì     | Sì   | Sì       | Sì       | 6      |
| Honoka           | No     | No      | No   | No     | No   | Sì 4     | Sì       | 2      |
| Jacky            | No     | No      | No   | No     | No   | Ospite 4 | No       | 1      |
| Jann Lee         | Sì     | Sì      | Sì   | Sì     | Sì   | Sì       | Sì       | 7      |
| Kasumi           | Sì     | Sì      | Sì   | Sì     | Sì   | Sì       | Sì       | 7      |
| Kasumi α         | No     | Boss    | No   | No     | Boss | No       | No       | 1      |
| Kokoro           | No     | No      | No   | Sì     | Sì   | Sì       | Sì       | 4      |
| Kula Diamond     | No     | No      | No   | No     | No   | No       | Ospite 6 | 1      |
| Leifang          | Sì     | Sì      | Sì   | Sì     | Sì   | Sì       | Sì       | 7      |
| Leon             | No     | Sì      | Sì   | Sì     | Sì   | Sì 4     | No       | 5      |
| Lisa/La Mariposa | No     | No      | No   | Sì     | Sì   | Sì       | Sì       | 4      |
| Mai              | No     | No      | No   | No     | No   | Ospite 4 | Ospite 6 | 2      |
| Marie Rose       | No     | No      | No   | No     | No   | Sì 4     | Sì       | 2      |
| Mila             | No     | No      | No   | No     | No   | Sì       | Sì       | 2      |
| Momiji           | No     | No      | No   | No     | No   | Sì 4     | Sì 6     | 2      |
| Naotora Ii       | No     | No      | No   | No     | No   | Ospite 4 | No       | 1      |
| NiCO             | No     | No      | No   | No     | No   | No       | Sì       | 1      |
| Nyotengu         | No     | No      | No   | No     | No   | Sì 4     | Sì 5a    | 2      |
| Omega            | No     | No      | Boss | No     | Boss | No       | No       | 1      |
| Pai              | No     | No      | No   | No     | No   | Ospite   | No       | 1      |
| Phase 4          | No     | No      | No   | No     | No   | Sì 4     | Sì 5b    | 2      |
| Rachel           | No     | No      | No   | No     | No   | Sì 4     | Sì 6     | 2      |
| Raidou           | Boss   | No      | No   | No     | Boss | Sì 4     | Sì       | 4      |
| Rig              | No     | No      | No   | No     | No   | Sì       | Sì       | 2      |
| Ryu Hayabusa     | Sì     | Sì      | Sì   | Sì     | Sì   | Sì       | Sì       | 7      |
| Sarah            | No     | No      | No   | No     | No   | Ospite   | No       | 1      |
| Shiden           | No     | No      | No   | No     | Boss | No       | No       | 1      |
| Spartan-458      | No     | No      | No   | Ospite | No   | No       | No       | 1      |
| Tamaki           | No     | No      | No   | No     | No   | No       | Sì 6     | 1      |
| Tengu            | No     | Boss 2  | No   | Sì     | Boss | No       | No       | 3      |
| Tina             | Sì     | Sì      | Sì   | Sì     | Sì   | Sì       | Sì       | 7      |
| Zack             | Sì     | Sì      | Sì   | Sì     | Sì   | Sì       | Sì       | 7      |
| Totale           | 9 (11) | 12 (15) | 17   | 22     | 26   | 24 (36)  | 24 (30)  |        |

- 1 Giocabile solamente in Dead or Alive (PlayStation) e Dead or Alive ++;
- 2 Giocabile in tutte le versioni di Dead or Alive 2 tranne Dead or Alive 2 (arcade), Dead or Alive 2 (Dreamcast, Nordamerica) e Dead or Alive 2 (Dreamcast, Europa);
- 3 Giocabile solamente in Dead or Alive 2 Ultimate.
- 4 Giocabile solamente in Dead or Alive 5 Ultimate e Dead or Alive 5 Last Round;
- 5a Bonus pre-order per la versione PS4.
- 5b Bonus per la versione digital deluxe su PS4, Xbox One e Steam.
- 6 DLC a pagamento.

### SerieDead or Alive Xtreme
| Personaggi | DOAX | DOAX2 | DOAP   | DOAX3 | Totale |
| ---------- | ---- | ----- | ------ | ----- | ------ |
| Ayane      | Sì   | Sì    | Sì     | Sì    | 4      |
| Christie   | Sì   | Sì    | Sì     | No    | 3      |
| Helena     | Sì   | Sì    | Sì     | Sì    | 4      |
| Hitomi     | Sì   | Sì    | Sì     | Sì    | 4      |
| Honoka     | No   | No    | No     | Sì    | 1      |
| Kasumi     | Sì   | Sì    | Sì     | Sì    | 4      |
| Kokoro     | No   | Sì    | Sì     | Sì    | 3      |
| Leifang    | Sì   | Sì    | Sì     | Sì    | 4      |
| Lisa       | Sì   | Sì    | Sì     | No    | 3      |
| Marie Rose | No   | No    | No     | Sì    | 1      |
| Momiji     | No   | No    | No     | Sì    | 1      |
| Nyotengu   | No   | No    | No     | Sì    | 1      |
| Rio        | No   | No    | Ospite | No    | 1      |
| Tina       | Sì   | Sì    | Sì     | No    | 3      |
| Totale     | 8    | 9     | 10     | 9     |        |

## Introdotti inDead or Alive

### Ayane
Ayane (あやね?) è una kunoichi molto potente, riconoscibile per i capelli di colore viola. Prende parte al secondo torneo per combattere e uccidere la sorellastra Kasumi, per cui ha sviluppato un odio profondo e gelosia. 
Prova dei forti sentimenti per il fratellastro Hayate, che si è sempre preso cura di lei durante la sua infanzia. Secondo il canone, Ayane vince il terzo torneo DOA sconfiggendo Omega. Dopo averlo sconfitto, Ayane, si impossessa della sua arma e tenta in tutti i modi di uccidere Kasumi.

### Bass Armstrong
Bass Armstrong (バース・アームストロング?, Bāsu Āmusutorongu) è un pro-wrestler americano che partecipa ad ogni torneo DOA con l'intenzione fermare le infinite ambizioni della giovane figlia Tina, anch'essa wrestler. Sua moglie Alicia è morta quando Tina aveva solo sei anni, e le sue mosse sono state rubate in precedenza da Raidou. Nella versione inglese del videogioco entrambi sono caratterizzati dal tipico accento del Sud degli Stati Uniti.
In DOA5, ambientato due anni dopo DOA4, Bass ha 48 anni ed ha abbandonato la sua professione da pro-wrestler per lavorare come meccanico in una piattaforma petrolifera operata dalla DOATEC. Dopo aver sentito l'annuncio della partecipazione di sua figlia Tina al quinto torneo, decide di parteciparvi con l'alias Mr. Strong (Mr.ストロング?, Mr. Sutorongu). Nel torneo riesce a battere Zack, ma viene sconfitto da Tina, con cui però forma un team e continua la sua corsa. Alla fine viene sconfitto da Jann Lee.
Bass appare nella versione per PlayStation di DOA1, per poi apparire in ogni titolo della serie.

### Bayman
Bayman (バイマン?, Baiman) è un ex-assassino russo, in seguito mercenario, praticante del sambo. Nato e cresciuto in Russia, Bayman fece parte dell'esercito sovietico, prima della sua caduta, e decise in seguito di diventare un assassino.
In DOA1 Bayman fu ingaggiato da Victor Donovan per uccidere Fame Douglas, il presidente della DOATEC. Lavorò sotto copertura come impiegato della DOATEC per tenere traccia di Fame, lavorando fianco a fianco con l'altro assassino assunto da Victor, Christie. Tra le loro mansioni c'era anche quella di recuperare Kasumi e portarla sulla Freedom Survivor, nave da crociera della DOATEC. Bayman riuscì nell'intento, assassinando Fame Douglas con un fucile da precisione, ma venne tradito da Donovan, che ingaggiò un terzo assassino per ucciderlo. L'ex soldato russo giurò vendetta.
Bayman non appare nel secondo torneo. Ritorna nel terzo torneo dopo essere stato contattato da Helena: quest'ultima è sicura delle intenzioni malvagie di Donovan e decide di assoldare Bayman per ucciderlo. Non essendo convinto, l'assassino la sfida in un combattimento che però perde. Durante la sua missione si scontra con Christie, ma la ragazza riesce a fuggire.
Durante il quarto torneo continua la sua ricerca di Donovan e riesce ad infiltrarsi nella Tritorre DOATEC. All'interno viene però sconfitto da Christie, e in seguito drogato e interrogato da alcuni membri dell'organizzazione. Durante gli attacchi alla Tritorre Bayman riesce a fuggire dalla prigionia.
Poco prima degli eventi di DOA5 Bayman viene attaccato da una figura incappucciata che in seguito si rivela Phase 4. Credendo che il responsabile di questo attacco sia Donovan, segue le tracce di Christie su una piattaforma petrolifera, in cui confronta l'assassina e la sconfigge, non trovando però lo scienziato.
Bayman appare per la prima volta come personaggio giocabile in Dead or Alive versione arcade, il cui nome in fase di sviluppo era Gatsby. In Dead or Alive 2 è un personaggio segreto sbloccabile, in Dead or Alive 3 e nei seguenti torna ad essere di nuovo un personaggio di base.

### Gen Fu
Gen Fu (ゲン・フー?, Gen Fū, inizialmente Gen-Fu) è un proprietario di una libreria e maestro di xinyi liuhe quan. Partecipa al primo torneo per la ricompensa in denaro, per curare sua nipote Mei Lin. Nel secondo torneo cerca di sconfiggere Bankotsubo per usare il naso di quest'ultimo, che secondo le leggende è in grado di curare qualsiasi malattia. Partecipa anche al terzo torneo per lo stesso motivo, trovando finalmente il denaro per l'operazione.
Appare in DOA4 come personaggio sbloccabile e boss finale per Eliot, suo allievo. In DOA5 appare nuovamente come personaggio sbloccabile.
Il suo nome nella fase di sviluppo di Dead or Alive era Hong Dee.

### Ryu Hayabusa
Ryu Hayabusa (ハヤブサ・リュウ?, Hayabusa Ryū) è l'ultimo discendente del clan Hayabusa e il migliore amico di Hayate. Partecipa a tutti i tornei per aiutare i diversi personaggi: nel primo videogioco aiuta Kasumi nella sua lotta contro Raidou, nel secondo scende in campo per sconfiggere Bankotsubo, mentre nel terzo lotta contro Genra, anche se è Ayane a sconfiggerlo. Nel quarto torneo prende parte alla distruzione della DOATEC con gli altri ninja.
In Dead or Alive suo padre Joe è già deceduto, e lui ha aperto un negozio di antiquariato con la fidanzata Aileen (Irene).

### Jann Lee
Jann Lee (ジャン・リー?, Jan Lī, inizialmente Jann-Lee) è un buttafuori specializzato in Jeet Kune Do, partecipa ai tornei per dimostrare le sue abilità marziali.
Cresciuto come orfano, ha imparato il Jeet Kune Do guardando film di arti marziali, in particolare quelli di Bruce Lee. Molti anni prima del torneo salvò Leifang da un gruppo di teppisti, sviluppando in seguito una rivalità con quest'ultima. La sua motivazione per partecipare ai tornei è semplicemente essere il combattente più forte, cosa che dimostra vincendo il quinto torneo, sconfiggendo Hitomi.
Il suo nome nella fase di sviluppo di Dead or Alive era Loo.

### Kasumi
Kasumi (かすみ?), anche conosciuta come la "Kunoichi del destino", è il personaggio più famoso della serie. Pratica lo stile di ninjutsu Mugen Tenshin. Rifiutò di diventare il 18° capo del clan ninja Mugen Tenshin per aiutare suo fratello Hayate e, così facendo, divenne una nukenin, cioè un ninja che ha rinnegato il suo clan fuggendo. All'età di dodici anni circa scopre di avere anche una sorellastra, Ayane, che tenterà di ucciderla.

### Leifang
Leifang (レイファン?, Reifan, inizialmente Lei-Fang o Lei Fang) è una studentessa universitaria cinese e praticante del Taijiquan.
Leifang partecipa a tutti i tornei Dead or Alive con il solo scopo di battere Jann Lee. Quest'ultimo, infatti, la salvò da un gruppo di teppisti sei anni prima e, sebbene Leifang gli fu grata per il gesto, pensò che sarebbe stata in grado di gestire la situazione da sola in quanto già maestra di Taijiquan. Durante il quarto torneo, Leifang propone uno scontro finale a Jann Lee, con la Tritorre DOATEC in fiamme come scenario. Non si conosce il risultato dello scontro, ma si suppone che entrambi i personaggi siano sopravvissuti.
È interpretata da Ying Wang in DOA: Dead or Alive.

### Tina Armstrong
Tina Armstrong (ティナ アームストロング?, Tina Āmusutorongu) è una star del wrestling originaria degli Stati Uniti, raffigurata come lo stereotipo del "sogno americano". Il compleanno di Tina è il 6 dicembre. Inizia a dedicarsi al wrestling mentre frequenta le scuole superiori.
Inizialmente entra nel torneo Dead or Alive sperando di usare l'evento per acquisire fama, ma suo padre Bass Armstrong glielo impedisce. Bass infatti si iscrive al torneo per assicurarsi che la figlia non raggiunga il suo obiettivo. Durante il passaggio tra i due tornei, la ragazza cambia colore di capelli da castani a biondi.
Nelle successive partecipazioni al torneo Tina mostra interesse di diventare rispettivamente una modella (DOA1 e DOA2), un'attrice (DOA3), una rock star (DOA4) e una governatrice (DOA5).
Nel film DOA: Dead or Alive, Tina (Jaime Pressly, doppiata da Barbara De Bortoli) ha un ruolo principale ed è una wrestler professionista. Partecipa al torneo per dimostrare che possiede vere abilità di combattimento, a differenza di molti altri wrestler professionisti. Le sue varie aspirazioni professionali, menzionate nei videogame, non sono citate. Nel film Tina sembra avere una forte amicizia con Kasumi e le due sono presenti insieme in molte scene e sono anche compagne di squadra durante la partita di pallavolo in spiaggia. Tina mostra inoltre antipatia per Christie, sebbene non le neghi il suo aiuto nel momento del bisogno. La sua esibizione di amicizia verso le altre ragazze in molte scene conduce suo padre Bass a pensare che sia lesbica, anche se non viene esplicitato, ma frequentemente sottinteso. In una scena Bass rivela che il nome intero della figlia è "Christina", ma questo non viene poi riconfermato nel gioco, e per la maggior parte del film viene chiamata dagli altri personaggi semplicemente "Tina".

### Zack
Zack (ザック?, Zakku) è un DJ e combattente di muay thai americano che partecipa ai tornei semplicemente per guadagnare denaro e fama. In DOA5 diventa lo speaker ufficiale del quinto torneo, assunto da Helena. Nella prima versione mostrata alla AOU del 1996 era chiamato Kelly.
Zack ha un ruolo principale nella serie spin-off Dead or Alive Xtreme, non parte del canone. Alla fine di DOA3 Zack vince una cospicua somma di denaro in un casinò e in Dead or Alive Xtreme Beach Volleyball compra una intera isola, l'Isola di Zack, in cui inganna le combattenti femminili di DOA3 (più il nuovo personaggio Lisa) a recarsi per due settimane. Alla fine di DOAX la sua isola viene distrutta dall'eruzione di un vulcano, ma Zack riesce a comprare una nuova isola dopo il ritrovamento di un antico tesoro in DOA4, gettando le basi per Dead or Alive Xtreme 2.
Nel film è interpretato da Brian J. White.

### Raidou
Raidou (雷道?, Raidō) è lo zio di Kasumi e Hayate, fratello di loro padre Shiden. Raidou violentò la moglie di Shiden, da cui nacque Ayane e fu per questo esiliato dal villaggio. Ritornò più avanti per rubare la tecnica segreta del clan, il Fulmine Squarcia Cielo, che era stata insegnata da poco ad Hayate, grazie alla sua abilità di copiare le tecniche altri una volta viste. Durante l'attacco al villaggio si scontrò con Ayane e Hayate, rubando la tecnica e quest'ultimo e facendolo cadere in una coma. Kasumi divenne il nuovo capo del clan vista l'impossibilità del fratello, ma per vendicarlo decise di abbandonare i suoi doveri per rintracciare lo zio ed ucciderlo, diventando agli occhi del clan una traditrice.
Raidou partecipò al primo torneo Dead or Alive per confrontarsi con i lottatori più forti del mondo e rubare le loro tecniche, e proprio qui si scontrò con Kasumi durante l'ultimo match. Dopo il combattimento fisico entrambi usarono la tecnica del Fulmine Squarcia Cielo, e con l'aiuto di Hayabusa ebbe la meglio Kasumi, scaraventando Raidou contro una parete infiammabile che lo uccise. Il suo corpo fu recuperato da Donovan, il quale lo riportò in vita in una nuova forma robotica, senza però memoria o coscienza.
Raidou appare in come boss e personaggio giocabile in Dead or Alive e Dead or Alive: Dimensions, mentre nella forma robotica in Dead or Alive 5 Last Round. Il suo stile di combattimento è una versione modificata del ninjutsu del Mugen Tenshin, stile Tenjinmon.
Nella fase di sviluppo di Dead or Alive il suo nome era Fang Fu.

## Introdotti inDead or Alive 2

### Ein
Ein (アイン?, Ain, pron. [/ʔaɪ̯n/] in quanto tedesco) è l'alter ego di Hayate, creato quando quest'ultimo perse la memoria in seguito al Progetto Epsilon. Ein fu quindi ritrovato da Hitomi e da suo padre in Germania, nella Foresta Nera, e venne accudito dalla loro famiglia, apprendendo il karate, stesso stile di Hitomi. Hayate apparve quindi in Dead or Alive 2 come Ein, confrontandosi con Kasumi ed altri personaggi che però non riconosceva. Solo alla fine di questo capitolo riacquistò la memoria, e in Dead or Alive 3 ritornò Hayate, mentre Ein fu rimpiazzato dalla nuova karateka Hitomi.

### Helena Douglas
Helena Douglas (エレナ ダグラ?, Erena Dagurasu) è una cantante d'opera francese e combattente di piguaquan, figlia illegittima di Fame Douglas, fondatore della DOATEC, e della sua amante Maria, cantate d'opera di fama internazionale. Il suo compleanno è il 30 gennaio.
Helena non ha mai avuto una relazione significativa con suo padre, il quale era troppo impegnato a dirigere quella che divenne nel tempo una delle corporazioni più influenti nel mondo odierno. Quando Fame fu assassinato, Helena ne risentì superficialmente. Al contrario, con la madre Maria, con cui Helena è cresciuta, strinse un profondo rapporto, che la portò a seguire le sue orme di cantante lirica. Durante un duetto con la madre, un assassino si infiltrò nel teatro, e con il suo fucile di precisione mirò al cuore di Helena. Maria, accorgendosi dell'assassino, si gettò come scudo su Helena, sacrificandosi per proteggerla. Da quel momento, rimasta senza familiari, Helena decise di cercare vendetta. Scoprì che i vari assassini erano legati alla DOATEC e decise così di iscriversi al secondo torneo Dead or Alive per scoprire la verità. Durante il torneo, Helena incontra la kunoichi Ayane, che accusa dell'assassinio di sua madre. Ayane non conferma né smentisce di aver ucciso Maria.
Essendo la sola Douglas rimasta in vita, Helena diventa la proprietaria legale della DOATEC. Per questa ragione, Victor Donovan, scienziato ed ormai leader della DOATEC, rapisce la ragazza, ingaggiando Christie per sorvegliarla, dandole ordine di ucciderla se fosse necessario. Alla fine del terzo torneo, Helena riesce a sconfiggere Christie dopo un incontro, riacquistando la sua libertà e fuggendo dalle mani di Donovan. Nel quarto capitolo Helena prende in mano le redini della DOATEC: ingaggia Bayman per uccidere Victor Donovan, senza successo, e attiva l'autodistruzione della Tritower, base della DOATEC, nel tentativo di uccidere Alpha-152. Helena scopre inoltre la verità sull'assassinio di sua madre, è stata infatti Christie a commetterlo e, dopo un frenetico scontro all'interno di un salone in fiamme, riesce infine a sconfiggerla.
Nella trasposizione cinematografica Helena è interpretata da Sarah Carter e doppiata da Laura Latini.

### Leon
Leon (レオン?, Reon) è un mercenario italiano che in passato promise a Lauren, la sua amata, di diventare l'uomo più forte del mondo. Partecipa al torneo per provarlo. Durante Dead or Alive 2, Bayman affermerà di conoscerlo, tuttavia questo punto non verrà approfondito.
Leon appare in DOA2, DOA3, DOA4 (come un personaggio segreto) e in DOAD come combattente di sambo, lo stesso stile di Bayman, cosa che li rende molto simili. Riappare in seguito in DOA5U e DOA5LR con un nuovo stile di combattimento, il Close Quarters Combat, precedentemente usato da Spartan-458 in DOA4.

### Kasumi Alpha
Kasumi Alpha (カスミ アルファ?, Kasumi Arufa) o Kasumi α è il primo clone stabile di Kasumi. Dopo il fallimento del Progetto Epsilon durante il primo torneo, lo scienziato Victor Donovan passa a una nuova fase: il Progetto Alpha. Kasumi diventa il suo nuovo soggetto per esperimenti e la fa rapire subito dopo la fine del primo DOA. Una serie di cloni viene quindi creata nella sede DOATEC della Foresta Nera e il primo prototipo, Kasumi α, viene liberata perché si scontri direttamente con Kasumi. Lo scontro finisce alla pari, anche perché il clone era in grado di prevedere tutti i colpi dell'avversaria. Successivamente Kasumi riesce a fuggire, lasciando il clone in mano alla DOATEC.
Dead or Alive Dimensions espande e modifica il ruolo di Kasumi α: il clone appare con un carattere molto viziato, riferendosi a Donovan come "papà". È per suo conto che va al villaggio del Mugen Tenshin per recuperare il corpo comatoso di Hayate (mentre in Dead or Alive 2 non viene specificato il rapimento). In seguito, quando libera Kasumi, chiamandola "sorella", dalla sua cella nel laboratorio della DOATEC in Germania (contro gli ordini di Donovan) le due si scontrano, perché Kasumi α vuole Hayate tutto per sé. Kasumi α appare anche come scagnozzo di Genra, e combattente al fianco di Ayane, controllata con un incantesimo di Genra, contro Hayate e Ryu Hayabusa, ma dopo il combattimento riesce a fuggire.
Ciò che accade a Kasumi α dopo Dead or Alive 2 non è mai rivelato, in quanto non è appare in Dead or Alive 3 ed Alpha-152 di Dead or Alive 4 viene presentato con un nuovo clone di Donovan. In Dead or Alive Dimensions viene specificato che Kasumi α è stata sottoposta alla seconda fare del Progetto Alpha, ed è stata trasformata in Alpha-152.

### Bankotsubo
Gohyakumine Bankotsubo (五百峯万骨坊?, Gohyakumine Bankotsubō), Bankotsubo o Tengu, è un tengu che scese sulla terra per seminare il caos dopo l'apertura di un portale che collega il suo mondo con quello degli umani. Viene sconfitto da Ryu Hayabusa durante il secondo torneo. Spicca per alcuni particolari, tra cui il suo lungo naso e le sue ali. Tengu è il boss di Dead or Alive 2, ed è giocabile in alcune versioni di Dead or Alive 2, in Dead or Alive 2 Ultimate, Dead or Alive 4 e Dead or Alive Dimensions.
La venuta di Bankotsubo non è mai stata specificato in Dead or Alive 2, accennando solamente al fatto che il tengu abbia ucciso il capo del suo mondo, Kuramasan Maouson, per aprire un portale fino al mondo degli umani. In Dead or Alive Dimensions invece è stato Genra ad aprire il portale per distrarre i ninja.

## Introdotti inDead or Alive 3

### Brad Wong
Brad Wong (ブラッド・ウォン?, Buraddo Uon) è uno zingaro in cerca della leggendaria bevanda chiamata Genra. Prende parte al terzo torneo quando riceve la notizia che troverà Genra al torneo, non aspettandosi che Genra fosse in realtà un esperimento genetico. Egli combatte usando lo Zuiquan ("stile dell'ubriaco"), ispirato fedelmente a quello di Jackie Chan nei film Drunken Master e Drunken Master 2.

### Christie
Christie (クリスティ?, Kurisuti) è un'assassina britannica che pratica il shequan. È interpretata nel film da Holly Valance e doppiata in italiano da Domitilla D'Amico. Il suo compleanno è il 18 dicembre.
Christie risulta essere la persona più fredda e calcolatrice della serie. Non per niente, è un'assassina. Christie svolge il suo lavoro con professionalità, arroganza e sicurezza. È in grado di usare le sue armi, la sua bellezza e la sua forza, nel compiere il suo lavoro. Durante il filmato finale di Dead or Alive 4, viene mostrato il suo lato di femme fatale, seducendo la sua vittima per poi ucciderla. Durante il terzo torneo, dove fu incaricata di osservare Helena, Christie sembrò sviluppare un sentimento morboso per il suo bersaglio. Christie eseguì i suoi ordini, per il suo lavoro di finta ancella, e la protesse fino al loro scontro finale.
Christie è un'assassina ingaggiata da Donovan per tenere d'occhio, e se necessario uccidere, Helena. La missione di Christie è quella di tenere lontana Helena del Terzo Torneo Dead or Alive e dal scoprire i piani segreti di Donovan. Christie ha come animale domestico una pantera, mostrata durante il suo filmato finale in Dead or Alive 3.
Durante il quarto torneo, Christie cerca di impedire la distruzione della Tritorre DOATEC, sede della corporazione. I motivi sono sconosciuti. Nell'edificio si scontra con Helena, e le rivela di essere la responsabile della morte di sua madre Maria. Si suppone che Helena vinca lo scontro, per poi dirigersi nelle fondamenta della Tritorre ed attivare il sistema di autodistruzione. Il suo quarto vestito in è molto simile a quello di Rachel di Ninja Gaiden.

### Hayate
Hayate (ハヤテ?) è il fratello di Kasumi e fratellastro di Ayane. Dopo essere entrato in coma in seguito ad un sanguinoso scontro con Raidou, venne catturato dalla DOATEC per il Progetto Epsilon, per creare il soldato perfetto. Il progetto seguito da Lisa, fu un totale fallimento e così, il corpo sofferente di Hayate venne lasciato nella Foresta Nera in Germania, in stato di amnesia. Lì viene ritrovato da Hitomi e da suo padre, che lo accolsero nel loro dojo a braccia aperte. Gli venne insegnato il karate, che imparò in poco tempo (grazie alla preparazione fisica che lui ancora non ricorda). In questo periodo di amnesia divenne Ein, maestro di karate. È nato il 3 luglio.
Partecipa al 2º torneo in seguito alla manipolazione della sua mente causata dal Tengu della distruzione, capisce che è lì che troverà le risposte alle sue domande.
Col recupero dei suoi ricordi partecipa al 3º torneo con l'obbiettivo di uccidere il fantoccio della DOATEC Genra, padre adottivo di Ayane. Il 4º Torneo DOA sarà il campo di battaglia della DOATEC e i ninja guidati da lui.

### Hitomi
Hitomi (ヒトミ?) è una studentessa tedesca, già maestra di karate. È nata il 25 maggio in Germania, da padre tedesco e madre giapponese. Nell'ultimo capitolo della serie viene vista portare delle uniformi in cui è scritto il suo nome, mentre in altre versioni viene visto Bezwinger: si pensa infatti che questo sia il cognome da parte di suo padre, che è appunto tedesco.
Dopo il primo torneo, Hayate, ormai privo di memoria a causa del fallimento del Progetto Epsilon, venne lasciato nella Foresta Nera in Germania, dalla DOATEC. Dopo aver incontrato il padre di Hitomi, insegnante di karate, si allenò in questa disciplina, acquisendo la padronanza in poco tempo. Hitomi, che stava studiando con lui, si affezionò ad Hayate, ormai conosciuto con il nome Ein, che significa 'uno' in tedesco. Un giorno, Ein, che cominciò a ricordare eventi passati e ad avere flashback, decise di partecipare al secondo torneo Dead or Alive, lasciando così la Germania. Hitomi, ormai maggiorenne, decise di metterle alla prova le sue abilità e di ritrovare Ein al torneo. Come si può vedere dal suo filmato finale in DOA3, Hitomi si scontrò con suo padre per vincere l'indipendenza e il consenso per partecipare al torneo. Hayate, anche se riacquistò la memoria, riconobbe Hitomi, ma non tornò con lei in Germania.
In DOA4, il padre di Hitomi si ammalò improvvisamente, non potendo più insegnare Karate per molto tempo. Anche dopo la sua ripresa, la mancanza di fondi finanziari lo costrinse a pensare alla chiusura del dojo di famiglia. Così, Hitomi decise di cercare ancora una volta Ein, per chiedergli di aiutarla a salvare il loro dojo. Anche se Ein non fa più parte della vita di Hayate, il ninja decide di aiutarla se verrà battuto in combattimento.
Nel film appare come un ragazzo, interpretato da Hung Lin.

### Genra
Genra (幻羅?) è il ninja capo del settore Hajinmon del clan Mugen Tenshin, oltre che padre adottivo di Ayane. Nella storia originale narrata da Dead or Alive 3, Genra è stato rapito dalla DOATEC e sottoposto al Progetto Omega, per creare l'arma umana perfetta. Appare in questo videogioco come boss finale, con il nome di Omega (OMEGA?), sconfitto nella storia da Ayane.
In Dead or Alive Dimensions il suo loro è stato ingrandito e modificato: Genra tradisce il suo clan per sete di potere e inizia a lavorare per la DOATEC. Dopo aver creato un portale tra il mondo dei tengu e quello degli umani, favorendo la venuta di Bankotsubo, incanta Ayane per farla combattere contro Hayate e Ryu. In seguito si sottopone volontariamente al Progetto Omega. In questo titolo è giocabile.

## Introdotti inDead or Alive 4

### Alpha-152
Alpha-152 (アルファ152?, Arufa 152, letto "イチゴーニ ichi-gō-ni") è la fase finale di Kasumi Alpha in seguito al Progetto Alpha 2. È un essere di sola energia e con dei poteri di teletrasporto molto sviluppati, ha un potere tale da distruggere ogni cosa intorno a lei. I suoi poteri e le sue abilità la rendono una dei personaggi più forti del gioco. Essa però non compare in Dead or Alive 3, ma in Dead or Alive 4, come boss finale. Nello scontro finale, dopo una breve battaglia con Kasumi, Alpha-152 riesce a fuggire.
Alpha-152 ritorna nel quinto torneo, in cui viene sconfitta definitivamente dalla falsa Kasumi. Sono stati però creati altri cloni, conosciuti come Alpha, in grado di acquisire la forma fisica di Kasumi, Hayate, Hayabusa e Ayane.

### Eliot
L'apprendista di Brad Wong, di origine britannica. Prende parte al quarto torneo DOA per scoprire il perché Brad Wong abbia scelto lui come successore, sembra nutrire una certa affinità con la kunoichi Ayane.

### Kokoro
Kokoro (こころ?) è una maiko giapponese e studentessa di bājíquán, fu inizialmente usato in Virtua Fighter da Akira Yuki, personaggio ospite in Dead or Alive 5.
Sua madre Miyako fu una delle numerose amanti di Fame Douglas, ex-capo delle DOATEC, e quando diede alla luce Kokoro, si trasferì lontana dalla città, dove Kokoro ebbe l'opportunità di diventare una maiko. Kokoro chiese a sua madre se potesse partecipare al quarto torneo Dead or Alive, e Miyako acconsentì per far felice la figlia. Durante la fine del torneo, Kokoro si trovò faccia a faccia con Helena, che la invitò in uno scontro. Quest'ultima, sapendo di essere la sua sorellastra, cercò di farle perdere il torneo per non attirare l'attenzione su di lei, perché Kororo è considerata figlia illegittima di Fame Douglas tanto quanto Helena.
Il suo compleanno è il 1º dicembre.

### Lisa Hamilton
Lisa Hamilton, anche conosciuta con il suo nome da luchadora, La Mariposa, si scopre essere un ex-scienziato della DOATEC.
In Dead or Alive 5 possiamo anche vedere il lato buono della scienziata, quando Hayate viene catturato per ricostruire il progetto Epsilon Lisa riesce a liberarlo ma in quel momento Alpha-152 prende le sembianze di Ryu Hayabusa scagliando un fulmine squarcia cielo. Molta parte del laboratorio va in fiamme ed esplode, Lisa resta coinvolta nell'incidente e la sua sorte non è stata ancora rivelata.

## Introdotti inDead or Alive Dimensions

### Shiden
Shiden (紫電?) è il 17° capo del Mugen Tenshin, fratello minori di Raidou e padre di Hayate e Kasumi. Suo padre Burai ha scelto lui come successore del clan, preferendolo a Raidou in quanto più puro di cuore. Quando Raidou torna per rubare la tecnica fulmine squarcia-cielo, Shiden non sembra essere presente; in seguito non rivela neanche a Kasumi cosa è accaduto al fratello, e la inizia ad allenare per diventare la sua succeditrice. Durante gli eventi del torneo, sicuro della ripresa fisica di Hayate, gli cede il posto di capoclan.
Appare fisicamente nel filmato introduttivo di DOAU e come personaggio giocabile in DOAD.

## Introdotti inDead or Alive 5

### Alpha
Alpha (アルファ?, Arufa) o α è il nome dei cloni di Kasumi, oltre al più noto Alpha-152. In DOA5 sono pronti ad essere venduti come armi militari ed essi posson prendere la forma di Hayabusa, Ayane ed Hayate oltre a quella base di Kasumi. Nel laboratorio subacqueo della MIST sono presenti dieci compartimenti contenenti cloni: 133, 129, 271, 071, 221, 152, 201, 188, 146 e 167.
La Kasumi che appare nella prima parte di Dead or Alive 5 è un clone di Kasumi, scappata dal laboratorio MIST di Victor Donovan per cercare e distruggere definitivamente Alpha-152: sembra infatti non essersi resa conto di essere un clone e di avere la memoria della vera Kasumi. Dopo aver convinto Helena a svelarle il luogo in cui Alpha-152 si nascondeva, cioè nel laboratorio MIST della piattaforma petrolifera in cui lavora Rig, la falsa Kasumi vi si reca e riesce ad eliminare Alpha-152, ma viene trovata da Ayane ed Hayate che ormai certi che si tratta di un clone, la uccidono.

### Mila
Mila è una ragazza spagnola che lavora negli Stati Uniti, che insegue il sogno di essere una combattente professionista ed il suo idolo è il famoso campione Bass Armstrong, conosce la figlia, Tina, nel bar in cui lavora, con la quale stringerà una buona amicizia.

### Rig
Un ragazzo dal passato misterioso che lavora su una piattaforma petrolifera della DOATEC, da cui prende il nome (per rig in inglese si intende una piattaforma per trivellamenti). Ha dei piccoli scontri con Christie, l'assassina preferita di Donovan, nel bar di Taylor, dicendo che era in cerca di un vero uomo e dicendogli che era cresciuto e che non era più un bambino. Questo fa pensare che i due si conoscessero già ma Rig glielo rinfaccia molte volte.
Quando il clan Mugen Tenshin si spinge nella sua piattaforma aiuta DOATEC a ricostruire il progetto Epsilon, solo Ayane si salva. In seguito combatterà contro Kasumi, la shinobi vincerà lo scontro e Rig scomparirà nel nulla. Alla fine del gioco si scopre che Rig non è altro che il figlio di Donovan coinvolto da sempre nei piani del padre e ora pronti per procedere alla vera fase 4.

### Marie Rose
Marie Rose è una ragazza svedese che lavora come cameriera, dai tratti di una gothic lolita giapponese. Si tratta di un nuovo personaggio introdotto nella versione arcade di Dead or Alive 5 Ultimate, e da marzo 2014 anche nella versione giapponese di Ultimate, mentre è stata aggiunta a quella europea e statunitense il 25 marzo per PlayStation 3 e il 26 marzo per Xbox 360. Per la versione su console è disponibile come DLC a pagamento.

### Phase 4
Kasumi Alpha Phase 4 (カスミαフェーズ４?, Kasumi α Fēsu 4), abbreviato Phase 4 in Occidente e Phase-4 (フェーズ４?, Fēsu-4) in Giappone, è un nuovo clone di Kasumi creato dalla MIST, quarta fase del Progetto Alpha, portato avanti da Victor Donovan. Utilizza lo stile di combattimento di Kasumi (ninjutsu del Mugen Tenshin, stile Tenjinmon) con alcune modifiche..

### Nyotengu
Nyotengu (女天狗? lett. "tengu femmina") è un esemplare di tengu femmina, dal corpo umano ma con elementi della razza tengu, come ampie ali e anche i caratteristici tengu-geta ai piedi e ventaglio in mano. Il suo stile di combattimento è il tengu-dō, ed è in grado di utilizzare diverse mosse areali e di levitazione.

### Honoka
Honoka (ほのか?) è una giovane studentessa dai capelli rosa che ha appreso gli stili di combattimento di molti concorrenti del Torneo: per questo, lo stile è denominato Honoka Fu. Si scopre in seguito che ha qualche legame di amicizia con Marie Rose, ma soprattutto con Ayane e Raidou in quanto sembrerebbe essere figlia di Raidou e di Conseguenza sorellastra di Ayane. Il personaggio ricorda una idol giapponese.

## Introdotti inDead or Alive 6

### Diego
Diego è un lottatore di strada che in passato ha combattuto clandestinamente allo scopo di raccogliere denaro per pagare le cure della madre gravemente malata e, grazie alla sua forza devastante, si è guadagnato il soprannome di "re senza corona della strada".

### NiCO
NiCO è una scienziata della M.I.S.T. proveniente dalla Finlandia che pratica il Sital. Ha imparato degli attacchi elettrici.

### Tamaki
Tamaki è un personaggio proveniente da Dead or Alive Xtreme Venus Vacation.

## Personaggi ospiti
Di seguito vengono elencati i personaggi che compaiono nella serie in seguito a speciali collaborazioni tra case di produzione.

### Halo
Spartan-458, nome in codice di Nicole, è un personaggio basato sull'universo di Halo. È un guest character sbloccabile di Dead or Alive 4.

### Ninja Gaiden
Momiji
Momiji (紅葉?) è una miko del villaggio Hayabusa. È uno dei personaggi giocabili della serie Ninja Gaiden, allieva di Ryu Hayabusa. Compare solamente in Dead or Alive 5 Ultimate.
Rachel è un altro personaggio della serie Ninja Gaiden, cacciatrice di demoni con poteri soprannaturali. Compare solamente in Dead or Alive 5 Ultimate, in cui il suo stile di combattimento è basato su quello di Spartan-458.

### Rakushou! Pachi-Slot Sengen
Rio Rollins Tachibana è un personaggio della serie di videogiochi Rakushō! Pachi-Slot sengen, simulazione di pachinko sviluppato da Tecmo nel 2003. In seguito ne è stato tratto un anime, Rio: Rainbow Gate!. In entrambe le serie è una giovane croupier. Appare come ragazza giocabile in Dead or Alive Paradise.

### Virtua Fighter
Akira Yuki è uno dei quattro guest character di Virtua Fighter presenti in Dead or Alive 5. Utilizza la stessa arte marziale di Kokoro, il Ba Ji Quan.
Sarah Bryant è il secondo personaggio di Virtua Fighter che appare in Dead or Alive 5. Utilizza un'arte marziale mista.
Pai Chan è il terzo personaggio di Virtua Fighter presente in Dead or Alive 5. Utilizza un'arte marziale cinese, il mizongyi.
Jacky Bryant è il quarto personaggio di Virtua Fighter che appare in Dead or Alive 5 Ultimate. Utilizza il jeet kune do come arte marziale.